# The Best of Leonard Cohen
The Best of Leonard Cohen je kompilační album kanadského hudebníka Leonarda Cohena. Album vydalo v roce 1975 vydavatelství Columbia Records a v různých zemích vyšlo pod názvem Greatest Hits. V roce 2009 vyšlo album v reedici, přičemž čtyři písně z původního vydání byly odstraněny a přidáno devět z pozdějších let (po původním vydání alba).

## Seznam skladeb
| Původní vydání (1975) | Původní vydání (1975)             | Původní vydání (1975)                | Původní vydání (1975) |
| Pořadí                | Název                             | Původní album                        | Délka                 |
| --------------------- | --------------------------------- | ------------------------------------ | --------------------- |
| 1.                    | Suzanne                           | Songs of Leonard Cohen (1967)        | 3:50                  |
| 2.                    | Sisters of Mercy                  | Songs of Leonard Cohen (1967)        | 3:36                  |
| 3.                    | So Long, Marianne                 | Songs of Leonard Cohen (1967)        | 5:40                  |
| 4.                    | Bird on the Wire                  | Songs from a Room (1969)             | 3:27                  |
| 5.                    | Lady Midnight                     | Songs from a Room (1969)             | 2:58                  |
| 6.                    | The Partisan                      | Songs from a Room (1969)             | 3:25                  |
| 7.                    | Hey, That's No Way to Say Goodbye | Songs of Leonard Cohen (1967)        | 2:57                  |
| 8.                    | Famous Blue Raincoat              | Songs of Love and Hate (1971)        | 5:09                  |
| 9.                    | Last Year's Man                   | Songs of Love and Hate (1971)        | 5:59                  |
| 10.                   | Chelsea Hotel#2                   | New Skin for the Old Ceremony (1974) | 3:07                  |
| 11.                   | Who by Fire                       | New Skin for the Old Ceremony (1974) | 2:32                  |
| 12.                   | Take This Longing                 | New Skin for the Old Ceremony (1974) | 4:05                  |

| Reedice (2009) | Reedice (2009)                    | Reedice (2009)                       | Reedice (2009) |
| Pořadí         | Název                             | Původní album                        | Délka          |
| -------------- | --------------------------------- | ------------------------------------ | -------------- |
| 1.             | Suzanne                           | Songs of Leonard Cohen (1967)        | 3:48           |
| 2.             | So Long, Marianne                 | Songs of Leonard Cohen (1967)        | 5:36           |
| 3.             | Sisters of Mercy                  | Songs of Leonard Cohen (1967)        | 3:33           |
| 4.             | Famous Blue Raincoat              | Songs of Love and Hate (1971)        | 5:07           |
| 5.             | Everybody Knows                   | I'm Your Man (1988)                  | 5:34           |
| 6.             | Waiting for the Miracle           | The Future (1992)                    | 3:24           |
| 7.             | Who by Fire                       | New Skin for the Old Ceremony (1974) | 2:33           |
| 8.             | Chelsea Hotel#2                   | New Skin for the Old Ceremony (1974) | 3:05           |
| 9.             | Hey, That's No Way to Say Goodbye | Songs of Leonard Cohen (1967)        | 2:54           |
| 10.            | Bird on the Wire                  | Songs from a Room (1969)             | 3:25           |
| 11.            | A Thousand Kisses Deep            | Ten New Songs (2001)                 | 6:26           |
| 12.            | The Future                        | The Future (1992)                    | 6:40           |
| 13.            | Closing Time                      | The Future (1992)                    | 5:58           |
| 14.            | Dance Me to the End of Love       | Various Positions (1984)             | 4:38           |
| 15.            | First We Take Manhattan           | I'm Your Man (1988)                  | 5:50           |
| 16.            | I'm Your Man                      | I'm Your Man (1988)                  | 4:26           |
| 17.            | Hallelujah                        | Various Positions (1984)             | 4:38           |